# 靠山镇 (伊通县)
靠山镇，是中华人民共和国吉林省四平市伊通满族自治县下辖的一个乡镇级行政单位。

## 行政区划
靠山镇下辖以下地区：
靠山社区、靠山村、太平村、九龙村、河沿村、周户村、庄家村、下沟村、姜家村和护山村。